# World Hockey Association 1976-1977
La stagione 1976-1977 è stata la 5ª edizione della World Hockey Association. La stagione regolare iniziò il 7 ottobre 1976 e si concluse il 7 aprile 1977, mentre i playoff dell'Avco World Trophy terminarono il 5 maggio 1977. L'All-Star Game della WHA si disputò a Hartford fra una selezione della Eastern Division contro quella Western Division; la sfida fu vinta dalla Eastern Division per 4-2. Nel corso della stagione regolare si disputò anche la Super Series '76-77 fra otto franchigie della WHA e i sovietici del CSKA Mosca. I Quebec Nordiques sconfissero i Winnipeg Jets nella finale dell'Avco World Trophy per 4-3, conquistando il primo titolo della loro storia.
Prima dell'inizio della stagione i Toronto Toros si trasferirono a Birmingham, in Alabama, assumendo il nome di Birmingham Bulls. I Cleveland Crusaders cercarono invece di trasferirsi nella Florida meridionale ma a causa di questioni legali furono costretti a trasferirsi nel Minnesota ricreando la franchigia dei Fighting Saints. Tuttavia la squadra non trovò il successo sperato e fu costretta a sciogliersi a metà della stagione regolare. Le altre 11 squadre completarono le loro stagioni regolari disputando 80 o 81 partite.
Questa fu l'ultima stagione disputata con il sistema delle division, infatti col passare degli anni aumentarono infatti le difficoltà economiche per le franchigie riducendo progressivamente il numero delle partecipanti da un massimo di 14 a un minimo di 7 partecipanti. Tali eventi costrinsero la WHA a riunire le squadre rimase in un unico gruppo.

## Squadre partecipanti
- Birmingham Bulls
- Calgary Cowboys
- Cincinnati Stingers
- Edmonton Oilers
- Houston Aeros
- Indianapolis Racers
- Minnesota Fighting Saints
- NE Whalers
- Phoenix Roadrunners
- San Diego Mariners
- Quebec Nordiques
- Winnipeg Jets

## Stagione regolare

### Classifiche
Eastern Division
|  | Pos. | Squadra                   | Pt | G  | V  | S  | N | GF  | GS  | DR  |
|  | ---- | ------------------------- | -- | -- | -- | -- | - | --- | --- | --- |
|  | 1.   | Quebec Nordiques          | 97 | 81 | 47 | 31 | 3 | 353 | 295 | +58 |
|  | 2.   | Cincinnati Stingers       | 83 | 81 | 39 | 37 | 5 | 354 | 303 | +51 |
|  | 3.   | Indianapolis Racers       | 80 | 81 | 36 | 37 | 8 | 276 | 305 | -29 |
|  | 4.   | NE Whalers                | 76 | 81 | 35 | 40 | 6 | 275 | 290 | -15 |
|  | 5.   | Birmingham Bulls          | 66 | 81 | 31 | 46 | 4 | 289 | 309 | -20 |
|  | 6.   | Minnesota Fighting Saints | 43 | 42 | 19 | 18 | 5 | 136 | 129 | +7  |

Western Division
|  | Pos. | Squadra             | Pt  | G  | V  | S  | N | GF  | GS  | DR   |
|  | ---- | ------------------- | --- | -- | -- | -- | - | --- | --- | ---- |
|  | 1.   | Houston Aeros       | 106 | 80 | 50 | 24 | 6 | 320 | 241 | +79  |
|  | 2.   | Winnipeg Jets       | 94  | 80 | 46 | 32 | 2 | 366 | 291 | +75  |
|  | 3.   | San Diego Mariners  | 85  | 81 | 40 | 37 | 4 | 284 | 283 | +1   |
|  | 4.   | Edmonton Oilers     | 72  | 81 | 34 | 43 | 4 | 243 | 304 | -61  |
|  | 5.   | Calgary Cowboys     | 69  | 80 | 31 | 43 | 7 | 252 | 296 | -44  |
|  | 6.   | Phoenix Roadrunners | 60  | 80 | 28 | 48 | 4 | 281 | 383 | -102 |

Legenda:

      Ammesse ai Playoff
      Fallita a stagione in corso
Note:

Due punti a vittoria, un punto a pareggio, zero a sconfitta.

### Statistiche

#### Classifica marcatori
La seguente lista elenca i migliori marcatori al termine della stagione regolare.

| Giocatore           | Squadra             | PG | G  | A  | Pt  | +/- | MP |
| ------------------- | ------------------- | -- | -- | -- | --- | --- | -- |
| Réal Cloutier       | Quebec Nordiques    | 76 | 66 | 75 | 141 | +47 | 39 |
| Anders Hedberg      | Winnipeg Jets       | 68 | 70 | 61 | 131 | +48 | 48 |
| Ulf Nilsson         | Winnipeg Jets       | 71 | 39 | 85 | 124 | +57 | 89 |
| Robbie Ftorek       | Phoenix Roadrunners | 80 | 46 | 71 | 117 | +26 | 86 |
| André Lacroix       | San Diego Mariners  | 81 | 32 | 82 | 114 | +2  | 79 |
| Marc Tardif         | Quebec Nordiques    | 62 | 49 | 60 | 109 | +29 | 65 |
| Christian Bordeleau | Quebec Nordiques    | 72 | 35 | 75 | 107 | +28 | 34 |
| Rich LeDuc          | Cincinnati Stingers | 81 | 52 | 55 | 107 | +28 | 75 |
| Blaine Stoughton    | Cincinnati Stingers | 81 | 52 | 52 | 104 | +24 | 39 |
| Serge Bernier       | Quebec Nordiques    | 74 | 43 | 53 | 96  | +1  | 94 |

#### Classifica portieri
La seguente lista elenca i migliori portieri al termine della stagione regolare.

| Giocatore      | Squadra            | PG | Min  | V  | S  | P | GS  | SO | Sv%  | MGS  |
| -------------- | ------------------ | -- | ---- | -- | -- | - | --- | -- | ---- | ---- |
| Ron Grahame    | Houston Aeros      | 39 | 2345 | 27 | 10 | 2 | 107 | 4  | .901 | 2.74 |
| Ernie Wakely   | San Diego Mariners | 46 | 2506 | 22 | 18 | 1 | 129 | 3  | .886 | 3.09 |
| Cap Raeder     | NE Whalers         | 26 | 1328 | 12 | 10 | 1 | 69  | 2  | .902 | 3.12 |
| Wayne Rutledge | Houston Aeros      | 42 | 2512 | 23 | 14 | 4 | 132 | 3  | .898 | 3.15 |
| Joe Daley      | Winnipeg Jets      | 65 | 3813 | 39 | 21 | 2 | 206 | 3  | .892 | 3.24 |

## Playoff
Per i playoff del 1977 si qualificarono le otto migliori squadre della lega, quattro per division. In finale si affrontarono le due vincitrici dei playoff divisionali. Tutti i turni si giocarono al meglio delle sette sfide con il formato 2-2-1-1-1: la squadra migliore in stagione regolare avrebbe disputato in casa Gara-1 e 2, (se necessario anche Gara-5 e 7), mentre quella posizionata peggio avrebbe giocato nel proprio palazzetto Gara-3 e 4 (se necessario anche Gara-6).
|  | Quarti di finale | Quarti di finale    | Quarti di finale    |               |                     | Semifinali       | Semifinali | Semifinali |  |  | Avco World Trophy | Avco World Trophy | Avco World Trophy |
|  |                  |                     |                     |               |                     |                  |            |            |  |  |                   |                   |                   |
|  | E1               | Quebec Nordiques    | 4                   |               |                     |                  |            |            |  |  |                   |                   |                   |
|  | E4               | New England Whalers | 1                   |               |                     |                  |            |            |  |  |                   |                   |                   |
|  | E4               | New England Whalers | 1                   |               | E1                  | Quebec Nordiques | 4          |            |  |  |                   |                   |                   |
|  |                  |                     |                     |               | E1                  | Quebec Nordiques | 4          |            |  |  |                   |                   |                   |
|  |                  | E3                  | Indianapolis Racers | 1             |                     |                  |            |            |  |  |                   |                   |                   |
|  | E2               | E3                  | Indianapolis Racers | 1             | Cincinnati Stingers | 0                |            |            |  |  |                   |                   |                   |
|  | E2               |                     |                     |               | Cincinnati Stingers | 0                |            |            |  |  |                   |                   |                   |
|  | E3               | Indianapolis Racers | 4                   |               |                     |                  |            |            |  |  |                   |                   |                   |
|  |                  |                     |                     |               |                     |                  |            |            |  |  | E1                | Quebec Nordiques  | 4                 |
|  |                  |                     | W2                  | Winnipeg Jets | 3                   |                  |            |            |  |  |                   |                   |                   |
|  | W1               | Houston Aeros       | 4                   |               |                     |                  |            |            |  |  |                   |                   |                   |
|  | W4               | Edmonton Oilers     | 1                   |               |                     |                  |            |            |  |  |                   |                   |                   |
|  | W4               | Edmonton Oilers     | 1                   |               | W1                  | Houston Aeros    | 2          |            |  |  |                   |                   |                   |
|  |                  |                     |                     |               | W1                  | Houston Aeros    | 2          |            |  |  |                   |                   |                   |
|  |                  | W2                  | Quebec Nordiques    | 4             |                     |                  |            |            |  |  |                   |                   |                   |
|  | W2               | W2                  | Quebec Nordiques    | 4             | Winnipeg Jets       | 4                |            |            |  |  |                   |                   |                   |
|  | W2               |                     |                     |               | Winnipeg Jets       | 4                |            |            |  |  |                   |                   |                   |
|  | W3               | San Diego Mariners  | 3                   |               |                     |                  |            |            |  |  |                   |                   |                   |

### Quarti di finale
| Squadra 1           | Totale | Squadra 2           | Gara 1    | Gara 2 | Gara 3    | Gara 4 | Gara 5 | Gara 6 | Gara 7 |
| ------------------- | ------ | ------------------- | --------- | ------ | --------- | ------ | ------ | ------ | ------ |
| Quebec Nordiques    | 4 - 1  | NE Whalers          | 5 - 2     | 7 - 3  | 4 - 3 dts | 4 - 6  | 3 - 0  |        |        |
| Cincinnati Stingers | 0 - 4  | Indianapolis Racers | 3 - 4 dts | 2 - 7  | 3 - 5     | 1 - 3  |        |        |        |
| Houston Aeros       | 4 - 1  | Edmonton Oilers     | 4 - 3 dts | 6 - 2  | 2 - 7     | 1 - 4  | 3 - 4  |        |        |
| Winnipeg Jets       | 4 - 3  | San Diego Mariners  | 5 - 1     | 4 - 1  | 4 - 5     | 4 - 6  | 3 - 0  | 1 - 3  | 7 - 3  |

### Semifinale
| Squadra 1        | Totale | Squadra 2           | Gara 1    | Gara 2 | Gara 3 | Gara 4 | Gara 5 | Gara 6 | Gara 7 |
| ---------------- | ------ | ------------------- | --------- | ------ | ------ | ------ | ------ | ------ | ------ |
| Quebec Nordiques | 4 - 1  | Indianapolis Racers | 3 - 1     | 8 - 3  | 6 - 5  | 0 - 2  | 8 - 3  |        |        |
| Houston Aeros    | 2 - 4  | Winnipeg Jets       | 3 - 4 dts | 7 - 2  | 3 - 4  | 4 - 6  | 3 - 2  | 3 - 6  |        |

### Avco World Trophy
La finale dell'Avco World Trophy 1977 è stata una serie al meglio delle sette gare che ha determinato il campione della World Hockey Association per la stagione 1976-77. I Quebec Nordiques hanno sconfitto i Winnipeg Jets in sette partite e si sono aggiudicati il primo Avco World Trophy della loro storia.
| Squadra 1        | Totale | Squadra 2     | Gara 1 | Gara 2 | Gara 3 | Gara 4 | Gara 5 | Gara 6 | Gara 7 |
| ---------------- | ------ | ------------- | ------ | ------ | ------ | ------ | ------ | ------ | ------ |
| Quebec Nordiques | 4 - 3  | Winnipeg Jets | 1 - 2  | 6 - 1  | 6 - 1  | 4 - 2  | 8 - 3  | 3 - 12 | 8 - 2  |

| Vincitori della WHA 1976-77 Nordiques de Québec | Portieri: Serge Aubry, Richard Brodeur, Ed Humphreys Difensori: Paul Baxter, Jean Bernier, Jim Dorey, François Lacombe, Garry Larivière, Jean-Claude Tremblay, Wally Weir Attaccanti: Serge Bernier, Christian Bordeleau, Paulin Bordeleau, André Boudrias, Curt Brackenbury, Réal Cloutier, Charles Constantin, Norm Dubé, Bob Fitchner, Pierre Guité, Steve Sutherland, Marc Tardif (C) Staff Tecnico: Marc Boileau (Allenatore) |

## Premi WHA
- Avco World Trophy: Quebec Nordiques
- Ben Hatskin Trophy: Ron Grahame, (Houston Aeros)
- Bill Hunter Trophy: Réal Cloutier, (Quebec Nordiques)
- Dennis A. Murphy Trophy: Ron Plumb, (Cincinnati Stingers)
- Gordie Howe Trophy: Robbie Ftorek, (Phoenix Roadrunners)
- Howard Baldwin Trophy: Bill Dineen, (Houston Aeros)
- Lou Kaplan Trophy: George Lyle, (New England Whalers)
- Paul Deneau Trophy: Dave Keon, (New England Whalers)
- WHA Playoff MVP: Serge Bernier, (Quebec Nordiques)

### WHA All-Star Team
First All-Star Team
- Attaccanti: Marc Tardif • Robbie Ftorek • Anders Hedberg
- Difensori: Ron Plumb • Darryl Maggs
- Portiere: John Garrett

Second All-Star Team
- Attaccanti: Rick Dudley • Ulf Nilsson • Réal Cloutier
- Difensori: Poul Popiel • Mark Howe
- Portiere: Joe Daley